# Napoleone Nani

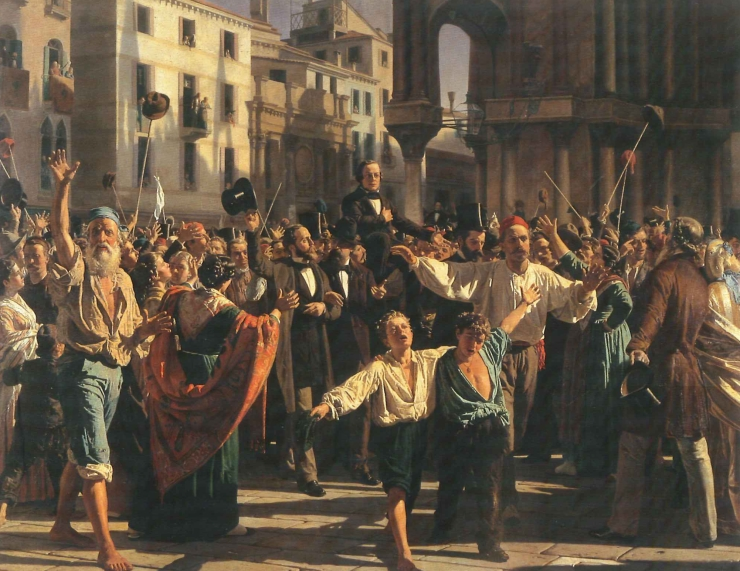
Particolare da un dipinto di Napoleone Nani del 1876. Daniele Manin e Nicolò Tommaseo dopo la loro liberazione dalle carceri austriache. Venezia. Pinacoteca della Fondazione Querini Stampalia, in deposito Sale Apollinee del Teatro La Fenice, Venezia.

Napoleone Nani (Venezia, 18 maggio 1841 – Venezia, 29 gennaio 1899) è stato un pittore italiano.

## Biografia
Insegnò all'Accademia di Belle Arti di Venezia. Si dedicò particolarmente alla ritrattistica. Tra i suoi allievi vi furono Giacomo Favretto, Luigi Nono, Alessandro Milesi, e Luigi Pastega. Nel 1874 si trasferì a Verona dove divenne direttore della Accademia di Belle Arti.
Alcune sue opere sono esposte nella Galleria d'arte moderna di Venezia, nel Museo Civico di Verona, nella Galleria nazionale d'arte moderna di Roma e negli Stati Uniti, dove fu particolarmente apprezzato.